# E la vita l'è bela
E la vita l'è bela è un album di Cochi e Renato pubblicato nel 2020.
Contiene oltre 40 tracce e comprende tutti i lavori del duo. Da segnalare anche una nuova versione di Silvano appositamente registrata per il CD.

## Tracce
1. Canzone intelligente
2. La cosa
3. Gli indiani
4. Siamo ancora in tempo
5. La gallina
6. A me mi piace il mare
7. Il reduce
8. Il piantatore di pellame
9. El porompopero
10. Come porti i capelli bella bionda
11. La solita predica
12. E gira il mondo
13. E la vita la vita
14. Supermarket
15. Mamma vado a Voghera
16. O' mangià el pes
17. La tanghera
18. Il bonzo
19. Libe-libe-là
20. L'inquilino
21. Il pino
22. Sturmtruppen
23. Generale Pizza
24. Cos'è la vita
25. Stella stellina
26. La moto
27. A Lourdes
28. Nebbia in Valpadana
29. Come porti i capelli bella bionda
30. A me mi piace il mare
31. Il reduce
32. Libe-libe-là
33. La cosa
34. L'inquilino
35. Silvano
36. La moto
37. Cesarini
38. L'ombrellaio
39. La ventosa
40. La fortuna ha le mutande rosa
41. Lo sputtanamento
42. Silvano (nuova versione 2020)
43. Canzone intelligente (remix 1994)[2]